# Altokumulus lenticularis
Altokumulus lenticularis je oblak lečaste oblike in ostrih potez, ki nastane na veliki višini zaradi valov v atmosferi, ki se lahko pojavijo na zavetrni strani gorskih grebenov ob močnem vetru pravokotno na njegovo smer. Včasih so ti oblaki naloženi v več plasteh.
Kljub temu, da nastanejo na valovih, ki so povezani z velikimi hitrostmi vetra, ti oblaki navidezno mirujejo. Na privetrni strani se zrak vzpenja in ob ohlajanju se iz njega izločijo vodne kapljice, ki se nalagajo na privetrni strani oblaka. Ko se na drugi strani zrak spet spusti, se ogreje in vodne kapljice na zavetrni strani oblaka izginejo. Dokler piha veter, se oblak na ta način obnavlja.